# Wotton House
Wotton House, o Wotton, es una mansión de campo construida entre 1704 y 1714, ubicada en Wotton Underwood, Buckinghamshire, Inglaterra. La casa es un ejemplo del Barroco inglés y está catalogada como Grado I por Historic England.

## Historia de la casa
Desde el siglo XII hubo una casa señorial en Wotton Underwood de la familia Grenville. En 1704 Richard Grenville (1644-?) construyó Wotton House en un sitio nuevo, en un montículo mirando hacia un lago natural. El diseño era muy similar al del Palacio de Buckingham que fue construido al mismo tiempo. El arquitecto es desconocido. Sir Howard Colvin sugirió que fue John Fitch, mientras que John Millar cree que podría ser Elizabeth Wilbraham.
El parque fue diseñado por George London y Henry Wise con un parterre formal y una avenida doble de olmos que se dirige hacia el lago. Cincuenta años después William Pitt (el Viejo) y Capability Brown ampliaron la parquización a 200 acres e incorporaron dos lagos.
Después de que un incendio destruyó casa principal en 1820, el dueño, Richard Grenville, 2º Marqués de Buckingham, y más tarde 2º Duque de Buckingham y Chandos, encargó a John Soane la reconstrucción. Después de que el 3º Duque de Buckingham, último directo heredero masculino Grenville, muriera en 1889, la casa estuvo abandonada a una sucesión de inquilinos. En 1929 fue comprada por el mayor Michael Beaumont MP y renovada por el arquitecto Arthur Stanley George Butler, cubriendo todos los detalles de Soane, incluyendo la tribuna central de tres pisos.
En 1947 Beaumont vendió la propiedad a os Merchant Venturers of Bristol quienes dividieron las tierras en parcelas pequeñas y dejaron la casa principal para dos escuelas de niños. Hacia 1957 la casa estaba abandonada y estaba por ser derribada cuando Elaine Brunner la encontró y con la ayuda del arquitecto Donald Insall restauró la mayoría de los detalles diseñados por Soane.
El Pabellón Sur (la antigua cochera) fue vendido por separado en 1947. Ha sido poseído por dueños notables como Sir Arthur Bryant y Sir John Gielgud, y ahora pertenece a Tony y Cherie Blair.
El parque está abierto al público al menos un día a la semana durante los meses de verano. Se debe realizar una cita para visitar la mansión.